# 原音主義
原音主義（げんおんしゅぎ）は、世界各言語の固有名詞や人名などの借用語を各言語の発音通りに発音し、それに基づく表記にしようという主義。

## 概要
Albert を日本語に転写する一例に挙げる。
- 英語圏ならアルバート
- ドイツ語圏ならアルベルト／アルバート
- フランス語圏ならアルベール

しかし、原音通りに表記すると可読性を著しく損ねる場合や、慣用となっている場合などには必ずしも原音主義がとられる訳ではない。

## 原音主義に関する議論
原音主義と言っても表記に関してはカタカナで書ける能力以上には出られない。そこで表記に関しての正用法を定める議論が行われてきた。

### 明治から戦前の経緯
文部省が6人の専門学者に命じてまとめさせたのが、1902年（明治35年）の『外国地名及人名ノ称へ方及書キ方』である。これが外国語の日本語表記に関する表記統一が行われた最初である。その後、1914年（大正3年）に史学会によって『外国地名人名称呼一覧』、1926年（大正15年）には文部省の『外国語の写し方（仮名遣改定案補則）』、国語協会の『外国語音の表わし方』(昭和大年)などが制定・公表されている。

### 戦後の経緯
現 在への影響という点で重要なのは、やはり戦後のものである。1954年（昭和29年）に国語審議会が発表した 『外来語の表記』、1959年（昭和34年）に文部省が発表した『地名の呼び方と書き方（社会科手びき書）』などが主なものだが、これらは大筋においてマスコミが採用したので一般化し、その結果が表記のゆれの少なさとなった。もっとも、それ以前と比べれば少なくなったというだけのことで、今でもゆれは厳としてある。特に新語の場合は、どうしてもゆれが多くなる。古くからあることばでも「ヴァイオリン」と「バイオリン」、「ティーム」と「チーム」などのゆれは、依然としてある。

### 国語審議会での表記に関する議論
国語審議会では外来語表記委員会を設け議論してきたが、結論を得るにいたらなかった。そのため、第17期国語審議会では、専ら外来語の日本語表記について審議した。その際に各委員にアンケートを行い、以下のような回答を得ている。
- 国際化の進展に伴って外国語に接する機会が増え、若い世代はそれに適応できるようになっていく。こういう時代の流れを考慮に入れると、なるべくゆとりのある柔軟なきまりを考えておくのがよい。
- 外国語学習や国際化の問題が外来語の表記原理をリードする形にならないようにすべきである。外国語学習や外国人に対する日本語教育の問題とは一応切り離して考えてよい。
- 外来語の適切でない表記や和製英語、短縮語、原語とは異なる意味で用いられる語などが、外国語学習や国際化、外国人に対する日本語教育等で支障となっている。
- 外国語学習や国際化の進んでいる状況に応じて、外来語の表記は一段と音韻を広げる方向に進むべきであり、原音や原つづりに近い表記をとるべきである。
- 外国語学習における発音と、外来語の発音・表記とは異なったものであり、過度の原音主義は好ましくない。外来語である限り、日本人の音韻意識に基づくべきである。

### 外来語の正用法
石野博史は『現代外来語考』で外来語の正用法のあり方を提起している。

### 翻訳者の立場から
また、原音主義は翻訳者たちの長年の懸案となっている。